# Mistrzostwa Świata w Szermierce 1987
Mistrzostwa Świata w Szermierce 1987 – 50. edycja mistrzostw odbyła się w szwajcarskim mieście Lozanna.

## Klasyfikacja medalowa
| Lp. | Państwo  | złoto | srebro | brąz | Razem |
| --- | -------- | ----- | ------ | ---- | ----- |
| 1   | RFN      | 3     | 3      | –    | 6     |
| 2   | ZSRR     | 2     | 1      | –    | 3     |
| 3   | Francja  | 1     | 1      | 2    | 4     |
| 4   | Węgry    | 1     | 1      | 1    | 3     |
| 5   | Rumunia  | 1     | 1      | –    | 2     |
| 6   | Bułgaria | –     | 1      | –    | 1     |
| 7   | Włochy   | –     | –      | 2    | 2     |
| 8   | Chiny    | –     | –      | 1    | 1     |
| –   | Kuba     | –     | –      | 1    | 1     |
| –   | Polska   | –     | –      | 1    | 1     |

## Medaliści

### Mężczyźni
| Złoto                                                                                                 | Srebro                                                                                 | Brąz                                                                                      |
| Floret                                                                                                |                                                                                        |                                                                                           |
| Mathias Gey                                                                                           | Matthias Behr                                                                          | Federico Cervi                                                                            |
| RFN · Mathias Gey · Matthias Behr · Thorsten Weidner · Ulrich Schreck · Klaus Reichert                | Francja · Philippe Omnès · Youssef Hocine · Patrick Groc · Patrice Lhôtellier          | Węgry · Zsolt Érsek · István Busa · Róbert Gátai · István Szelei                          |
| Szpada                                                                                                |                                                                                        |                                                                                           |
| Volker Fischer                                                                                        | Andriej Szuwałow                                                                       | Wilfredo Loyola                                                                           |
| ZSRR · Władimir Riezniczenko · Serhij Krawczuk · Andriej Szuwałow · Mychajło Tyszko · Igor Tichomirow | RFN · Alexander Pusch · Elmar Borrmann · Volker Fischer · Thomas Gerull · Arnd Schmitt | Francja · Philippe Riboud · Philippe Boisse · Éric Srecki · Jean-Michel Henry             |
| Szabla                                                                                                |                                                                                        |                                                                                           |
| Jean-François Lamour                                                                                  | György Nébald                                                                          | Robert Kościelniakowski                                                                   |
| ZSRR · Andriej Alszan · Heorhij Pohosow · Siergiej Mindirgasow · Siergiej Koriażkin · Michaił Burcew  | Bułgaria · Christo Etropołski · Wasił Etropołski · Georgi Czomakow · Nikołaj Matejew   | Francja · Jean-François Lamour · Philippe Delrieu · Pierre Guichot · Hervé Granger-Veyron |

### Kobiety
| Złoto                                                                                         | Srebro                                                                                               | Brąz |
| Floret                                                                                        | | |
| Elisabeta Tufan                                                                               | Zita-Eva Funkenhauser                                                                                | Luan Jujie                                                                                                   |
| Węgry · Zsuzsanna Jánosi · Edit Kovács · Gertrúd Stefanek · Katalin Tuschák · Zsuzsanna Szőcs | Rumunia · Elisabetta Tufan · Zsofia Lazăr-Szabo · Claudia Grigorescu · Georgeta Beca · Rozalia Husti | Włochy · Margherita Zalaffi · Annapia Gandolfi · Giovanna Trillini · Dorina Vaccaroni · Francesca Bortolozzi |